# DŠK
La DŠK 1938 o DShK 1938  (ДШК, per Дегтярёва-Шпагина Крупнокалиберный, Degtjarëva-Špagina Krupnokalibernyj, "Grande Calibro di Degtjarëv-Špagin") è una mitragliatrice pesante calibro 12.7×108mm, prodotta dall'Unione Sovietica a partire dal 1938 e tuttora in servizio in numerose forze armate.
Il nome dell'arma deriva da quelli dai due inventori: Vasilij Degtjarëv, progettista dell'arma originale, e Georgij Špagin, il quale ha successivamente migliorato il sistema d'alimentazione. È talvolta soprannominata Duška (lett. tesoro, dolcezza) nei paesi russofoni. 

## Storia
La richiesta per una mitragliatrice pesante fu sentita nel 1929. La prima arma russa di questo tipo, la Degtjarëv, Krupnokalibernyj (DK, Degtjarëv, Grande Calibro), fu costruita nel 1930, e prodotta in piccole quantità dal 1933 al 1935.
L'arma era alimentata da un caricatore a tamburo da 30 colpi, troppo pochi per permetterle un tiro prolungato, ed aveva un basso rateo di fuoco. Špagin sviluppò un sistema d'alimentazione a nastro che diede vita, nel 1938, all'arma DŠK 1938. Questa divenne la mitragliatrice pesante sovietica d'ordinanza della Seconda guerra mondiale.
La DŠK fu usata in vari ruoli. Come mitragliatrice antiaerea, era montata su veicoli o con treppiede, o attaccata tripla sul camion GAZ-AA. Più tardi nella guerra fu montata sulle torrette dei carri armati pesanti IS-2 e sui semoventi d'artiglieria (SPG) ISU-152. In ruolo di mitragliatrice da fanteria era montata su un affusto a due ruote simile a quello sviluppato da Sokolov per la mitragliatrice PM M1910, variante russa della mitragliatrice Maksim. Fu anche montata su torrette di altri veicoli, quali il carro anfibio leggero T-40.
Nel 1946, fu introdotta la versione DŠK 1938/46 o DŠKM (M per modernizzato).
Oltre che nell'Unione sovietica e in Russia, la DŠK fu prodotta con licenza anche in svariati altri stati, per esempio in Cina, Pakistan e Romania. Oggi è stato ampiamente sostituito dai più moderni NSV e Kord.
Le DŠK furono anche usate nel 2004 contro l'esercito britannico ad al-ʿAmāra, in Iraq. Le DŠK sono state usate nel 2011 nella guerra civile libica da Gheddafi e dai ribelli.

## Utilizzatori
- Afghanistan[2]
- Albania[2]
- Algeria[2]
- Angola[2]
- Armenia[2]
- Azerbaigian[2]
- Bangladesh[2]
- Bielorussia[2]
- Bulgaria[2]
- Cambogia[2]
- Capo Verde[2]
- Rep. Centrafricana[2]
- Ciad[2]
- Cile[3]
- Congo-Brazzaville[2]
- Cuba[2]
- Cipro[2]

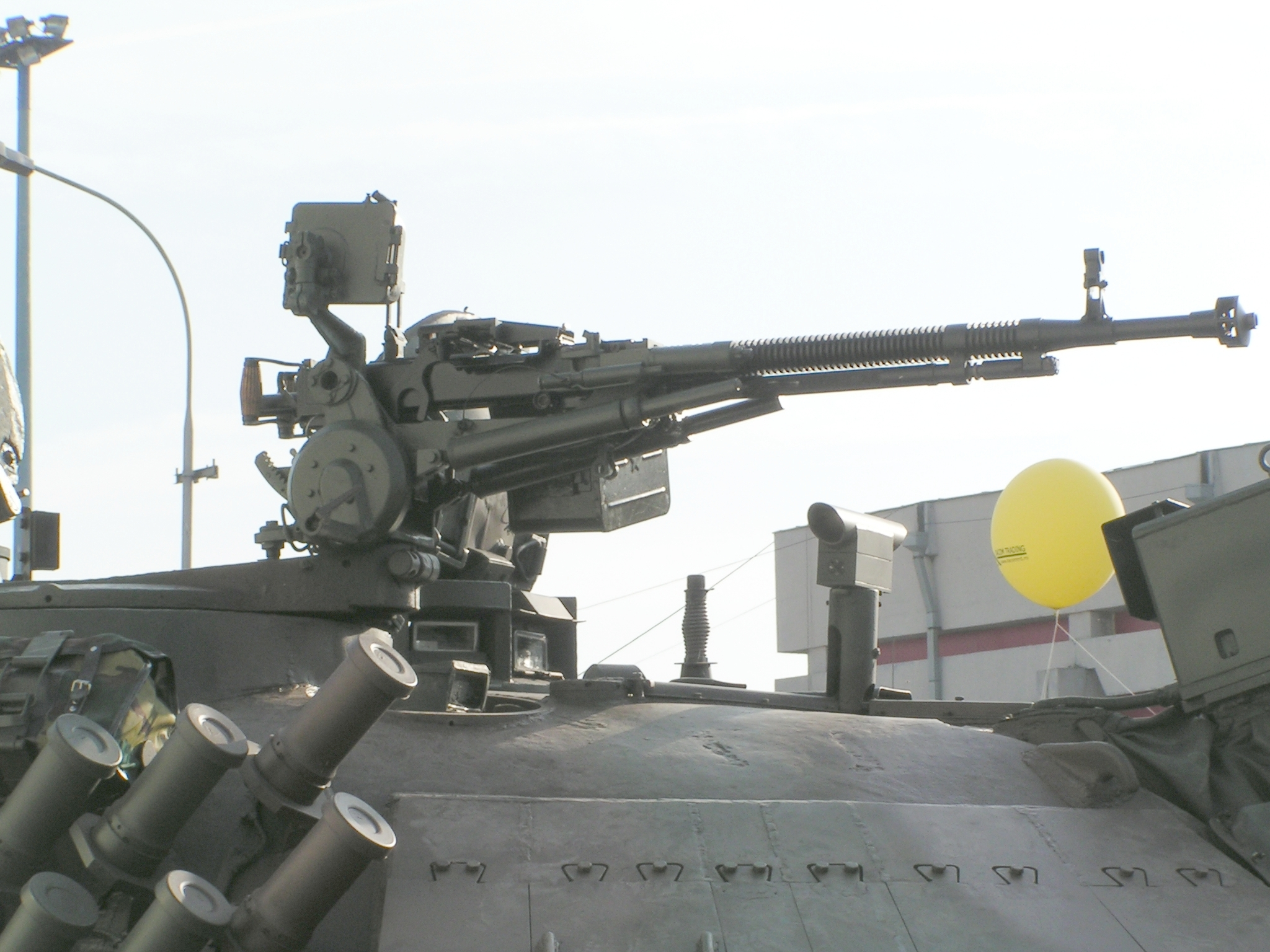
DŠKM su un carro TR-85 rumeno

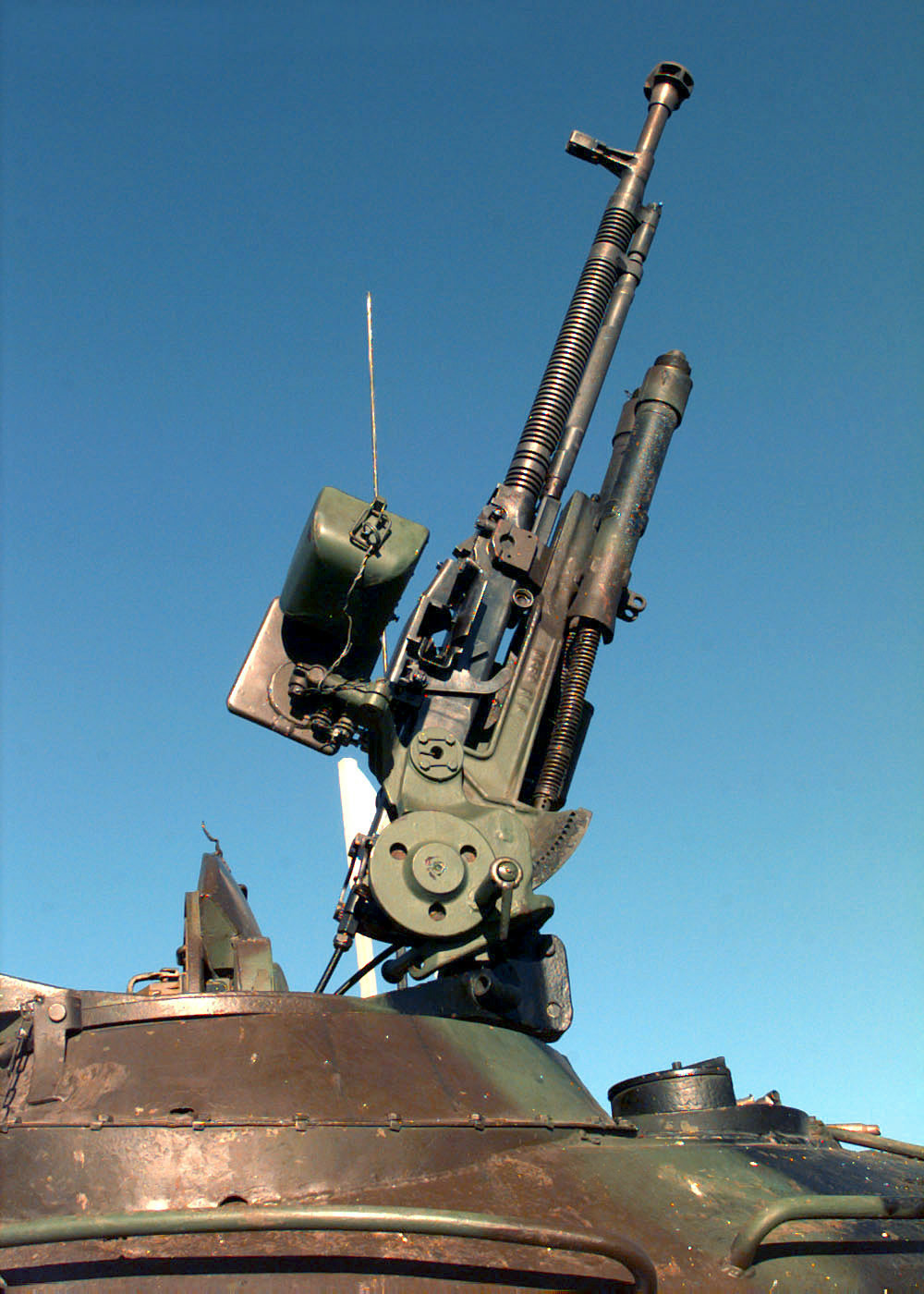
DŠKM in modalità antiaerea sulla botola del caricatore di un T-55

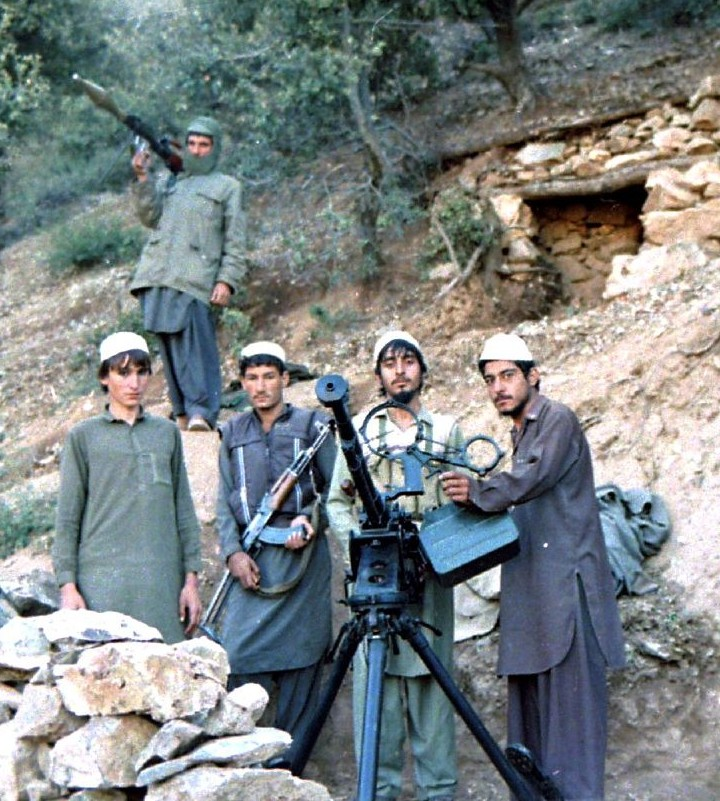
Mujahideen Jamiat-e Islami in Afghanistan nel 1987 con una DŠK

- Cecoslovacchia: prodotto la variante DShKM.[4]
- Rep. Ceca[2]
- RD del Congo[2]
- Egitto[2]
- Guinea Equatoriale[2]
- Eritrea[2]
- Etiopia[2]
- Finlandia[2]
- Georgia[2]
- Ghana[2]
- Guinea[2]
- Guinea-Bissau[2]
- Ungheria[2]
- Indonesia[2]
- Iran: prodotto la versione DShKM.[5]
- Iraq[2]
- Israele[2]
- Kazakistan[2]
- Kirghizistan[2]
- Laos[2]
- Libia[2]
- Lituania[2]
- Macedonia del Nord[2]
- Madagascar[2]
- Mali[2]
- Malta[2]
- Mozambico[2]
- Nicaragua[2]
- Nigeria[2]
- Corea del Nord[2]
- Vietnam del Nord[4]
- Pakistan: prodotto la versione DShKM.[5]
- Cina: prodotto la versione DShKM.[4]
- Perù[2]
- Russia[2]
- Serbia[2]
- Seychelles[2]
- Sierra Leone[2]
- Slovacchia[2]
- Somalia[2]
- Unione Sovietica[4]
- Siria[2]
- Tanzania[2]
- Togo[2]
- Turkmenistan[2]
- Uganda[2]
- Ucraina[2]
- Vietnam[2]
- Yemen[2]
- Jugoslavia: prodotto la versione DShKM.[5]
- Zambia[2]
- Zimbabwe[2]
- Consiglio Nazionale Libico

### Utilizzatori non statuali
- Guerriglia irachena[1]
- Provisional IRA[6]
- Viet Cong: Usato ampiamente nella Guerra in Vietnam.[4]

## Galleria d'immagini

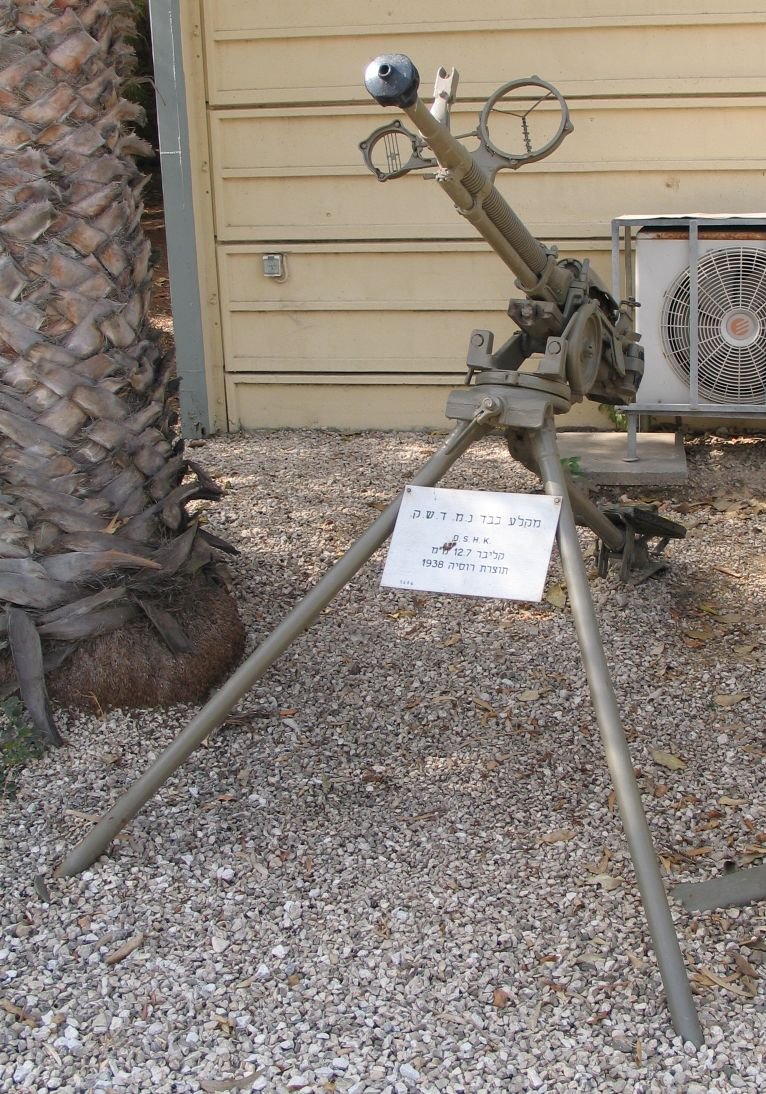
DŠK 1938 nel museo Batey ha-Osef, Israele.
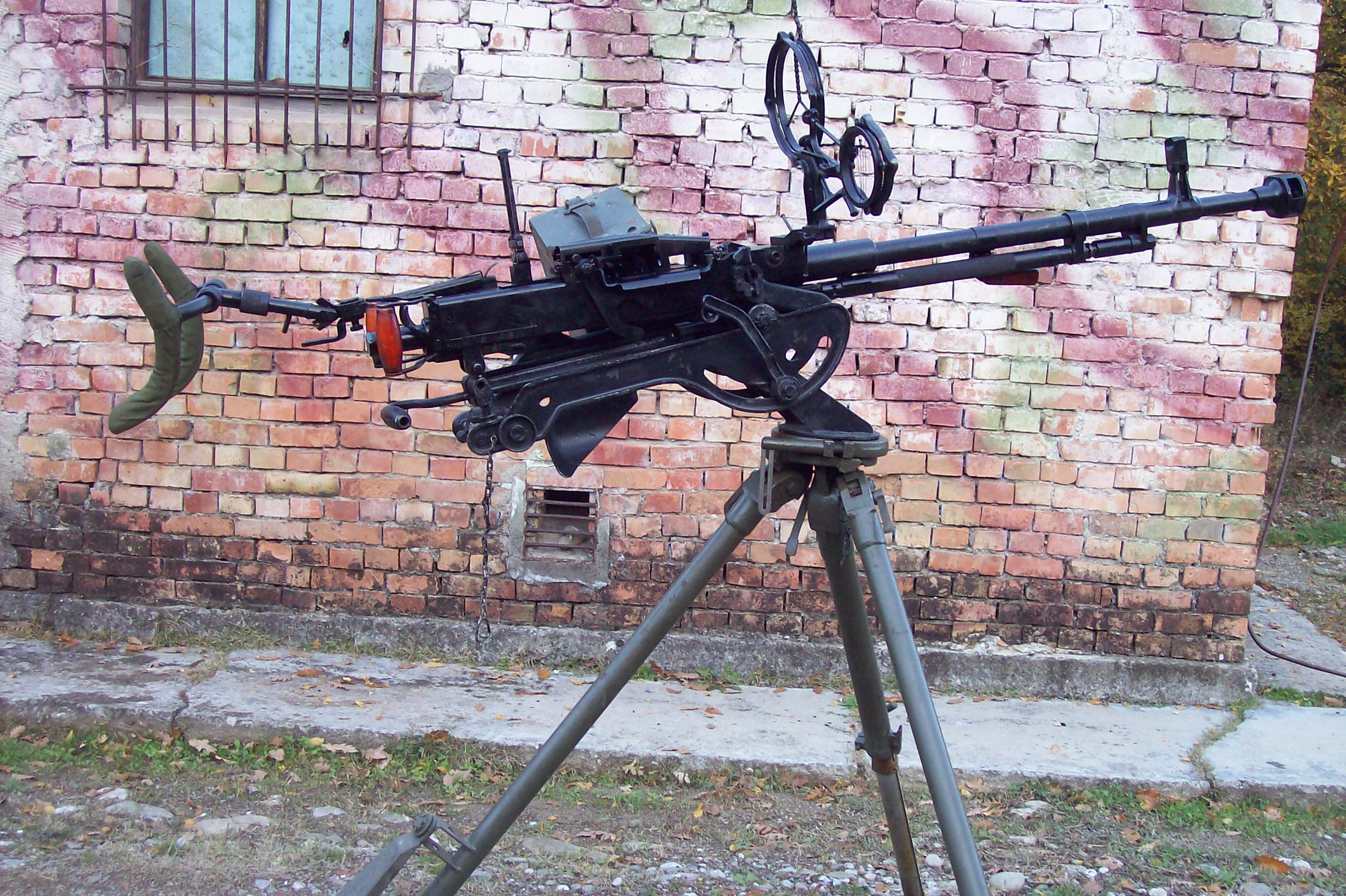
DŠK albanese probabilmente dalla Cina - versione per difesa aerea ravvicinata.